# 2011년 상하이 국제 영화제
제14회 상하이 국제 영화제는 2011년 6월 11일에 열린 시상식이다.

## 수상 및 후보

### 금잔작품상
- 하이드 브레 - 오르한 오구즈 수상

### 금잔심사위원대상
- 미스터 트리 - 한 지에 수상

### 금잔감독상
- 미스터 트리 - 한 지에 수상

### 금잔각본상
- 낭재대문창산가 - 장밍 수상

### 금잔촬영상
- 금요일의 암살자 - 티와 모에이타이송 수상

### 금잔음악상
- 낭재대문창산가 - 장밍 수상

### 금잔남우주연상
- 하이드 브레 - 세브켓 엠룰라 수상

### 금잔여우주연상
- 낭재대문창산가 - 여성진 수상

### 아시아신인상
- 버스라이트 - 하시모토 나오키
- 바다로 가는 길 - 셰론 R. 다욕
- THE DAY GOES AND THE NIGHT COMES - Omid Bonakdar 외 1명
- 태양의 길목 - 송태가
- 매일 엄마 - 코바야시 쇼타로
- TD DASAN STD VI B - 모핸 라그하반
- 리턴 티켓 - 텡 융싱
- 로사리오 - 알베르토 마르티네즈
- 탈명심도 - 장기